# 高橋徹 (ネットワーク研究者)
高橋 徹（たかはし とおる、（英語: Toru Takahashi）、1941年1月15日 - 2022年12月20日）は、日本のコンピュータネットワーク研究者、実業家。1990年代における日本およびアジアのインターネット普及に貢献し、インターネット初期の商業的展開で重要な役割を演じた。「日本のインターネットの母」とも呼ばれる。

## 略歴
1941年に栃木県宇都宮市で生まれた。1964年に東北大学文学部哲学科美学美術史専攻を卒業したのち、編集者および執筆者として働いた。
1982年からビデオテックスのマーケティングなどに関わり、1986年からUNIXワークステーションとルータを用いた高速LAN構築事業を手がけた。1987年よりインターネットの研究を始め、日本Unixユーザ会理事に就任した。
1993年には日本インターネット協会（国際団体インターネットソサエティ日本支部）設立時の事務局長となった（のち、1997年に会長となった）。1994年にインターネットサービスプロバイダの東京インターネットを設立し、社長となった。2001年、日本インターネット協会が電子ネットワーク協議会と合併し「財団法人インターネット協会」に変わった際に副理事長となり、2002年にはアジア太平洋インターネット協会議長、のち理事となった。
2002年、情報通信月間の総務大臣表彰を受けた。2012年にインターネットソサエティが発表した「インターネットの殿堂」(Internet Society's Hall of Fame) 33人のうち、唯一の日本人としてイノベーター部門に選ばれた。これは、インターネットをアジアに広めたことを高く評価したものである。
2022年12月20日、死去。81歳没。

## 著書・訳書
- 高橋徹『インターネット革命の彼方へ - IT国家戦略と情報化社会』ベストセラーズ、2000年。ISBN 978-4584185674。
- 藤田田、高橋徹『藤田田社長が高橋徹教授にIT特別講義を受ける』ベストセラーズ、2001年。ISBN 978-4584186107。
- ティム・バーナーズ＝リー『Webの創成 - World Wide Webはいかにして生まれどこに向かうのか』高橋徹（訳）、毎日コミュニケーションズ、2001年。ISBN 978-4839902872。
- 高橋徹（編）、安田浩（編）、永田守男（編） 編『次代のIT戦略 - 改革のためのサイバー・ガバナンス』日本経済評論社〈NIRAチャレンジ・ブックス〉、2002年。ISBN 978-4818814523。
- 高橋徹『インターネット私史　その礎を築いた友たちへ』インプレスR&D、2014年、ISBN 9784844396529。